# Seznam ameriških hekerjev
Seznam ameriških hekerjev.

## A
Mark Abene - 

## B
Donald Becker - Brian Behlendorf - Loyd Blankenship - Erik Bloodaxe (heker) - 

## C
Eric Corley - 

## D
L. Peter Deutsch - Dildog - John Draper - 

## E
Jeri Ellsworth - 

## F
Bruce Fancher - Seth Finkelstein - Fyodor - 

## G
Albert Gonzalez - Bill Gosper - Grandmaster Ratte' - Richard Greenblatt (programer) - 

## J
Jonathan James - Joybubbles - 

## K
Patrick K. Kroupa - 

## L
Adrian Lamo - Robert Love - 

## M
Jude Milhon - Kevin Mitnick - Andrew Morton (programer) -

## N
Craig Neidorf - Nicolas Jacobsen - 

## P
Weld Pond - Kevin Poulsen - 

## R
Eric S. Raymond - Rusty Russell - 

## S
Brian Salcedo - Aaron Swartz - Randal L. Schwartz - Tsutomu Shimomura - Sir Dystic - David L. Smith - Richard Stallman - StankDawg - Guy L. Steele mlajši - Gerald Jay Sussman - 

## T
Theodore Ts'o - 

## W
Steve Wozniak - 

## Z
Jamie Zawinski - 